# Distretto di Keşan
Il distretto di Keşan è uno dei distretti della provincia di Edirne, in Turchia.

## Amministrazioni
Oltre al centro di Keşan appartengono al distretto 5 comuni e 45 villaggi.

### Comuni
- Beğendik
- Çamlıca
- Kesan (centro)
- Mecidiye
- Paşayiğit
- Yenimuhacir

### Villaggi
| - Akçeşme - Akhoca - Altıntaş - Bahçeköy - Barağı - Beyköy - Boztepe - Büyükdoğanca - Çelebi - Çeltik - Çobançeşmesi - Danişment - Dişbudak - Erikli - Gökçetepe | - Gündüzler - İzzetiye - Kadıköy - Karacaali - Karahisar - Karasatı - Karlı - Kılıçköy - Kızkapan - Koruklu - Kozköy - Küçükdoğanca - Lalacık - Mahmutköy - Maltepe | - Mercan - Orhaniye - Pırnar - Sazlıdere - Seydiköy - Siğilli - Suluca - Şabanmera - Şükrüköy - Türkmen - Yaylaköy - Yeniceçiftlik - Yerlisu - Yeşilköy |